# Кушева, Екатерина Николаевна
Екатерина Николаевна Кушева (7 [19] мая 1899, Петровск, Саратовская губерния — 19 ноября 1990, Москва) — советский историк, кавказовед, доктор исторических наук (1964).

## Биография
Екатерина Кушева родилась в семье врача, ординатора губернской земской больницы в Саратове. Её отец в 1922 году стал профессором кафедры диагностики Саратовского медицинского университета. Кушева окончила 8 классов Саратовской губернской женской гимназии. В 1917 году она поступила историко-филологическое отделение Саратовского университета. Её преподавателями были известные историки С. Н. Чернов и П. Г. Любомиров. Одновременно в учёбой в университете она в 1917—1919 годах посещала курсы иностранных языков, а в 1920—1922 годах работала научным сотрудником в археологическом отделе Саратовского краеведческого музея.
После окончания университета её оставили в университете для научно-педагогической деятельности. В 1922—1926 года училась в аспирантуре. В этот период Кушева активно работала в местных краеведческих обществах. После аспирантуры она стала ассистентом кафедры русской истории и вела семинары. В связи с академическим делом в 1929 году была уволена по формальной причине сокращения кадров.
В 1929 году Кушева переехала в Москву. В 1929—1935 годах работала в издательстве Всесоюзного общества бывших политкаторжан. Она участвовала в составлении словаря революционного движения в России. С 1935 года работала в Московской группе Ленинградского историко-археологического института, занималась историей народов СССР. В 1936—1937 годах Кушева — учёный секретарь археографического сектора, а в 1948—1951 годах — учёный секретарь Археографического совета института. В 1937—1941 годах работала доцентом Московского государственного педагогического института имени Карла Либкнехта. В 1951—1970 года работала в секторе истории феодализма Института истории АН СССР.
После Великой Отечественной войны в составе авторских коллективов принимала участие в создании целого ряда серьёзных научных трудов: по истории Москвы, «Очерки истории СССР», «Кабардино-русские отношения в XVI-XVII вв. Документы и материалы» (Том 1, Москва, 1957). Является автором фундаментального исследования «Народы Северного Кавказа и их связи с Россией. Вторая половина XVI — 30-е годы XVII вв.» (Москва, 1963); «Русско-дагестанские отношения в XVII — первой четверти XVIII в. Документы и материалы» (Махачкала, 1958); «Русско-чеченские отношения. Вторая половина XVI-XVII в. Сборник документов» (Москва, 1997). Изучила и ввела в научный оборот «Кумыкские и Тарковские дела».
Кушева собрала большую библиотеку, в которую вошли редкие и ценные книги дореволюционного и советского времени. Более полутора тысяч книг из этого собрания были переданы научной библиотеке Марийского государственного университета.
Похоронена на Преображенском кладбище в Москве.